# 新北市立平溪國民中學
新北市立平溪國民中學，是新北市平溪區唯一的國民中學。

## 簡介
平溪國中成立於1968年，學校的設立背景與當地礦業發展密切相關。由於平溪區自1920年代起因煤礦產業興盛，人口持續增加，至1969年達到高峰，促成該校創立。
1976年，在礦業最興盛時期，平溪國中班級數達23班。然而自1970年代後期起，隨著煤礦坑場陸續關閉，人口逐年減少，學校規模亦逐漸縮小。至1991年，班級數降至6班。在1995年奉教育部規劃成立慈輝專案住宿型學校。

## 歷任校長
| 任別 | 姓名   | 任職時間   |
| ---- | ------ | ---------- |
| 1    | 郭楚新 | 1968年     |
| 2    | 郭來勝 | 1974年     |
| 3    | 張道恩 | 1976年     |
| 4    | 許茂雄 | 1984年     |
| 5    | 鄭明勇 | 1988年     |
| 6    | 鄭榮壽 | 1991年     |
| 7    | 徐美鈴 | 1994年     |
| 8    | 鄭秋榮 | 1996年     |
| 9    | 李玲惠 | 1999年     |
| 10   | 許麗伶 | 2003年     |
| 11   | 游玉英 | 2007年     |
| 12   | 鄧文南 | 2010年     |
| 13   | 鄧文南 | 2013年     |
| 14   | 李建英 | 2015年     |
| 15   | 陳秀敏 | 2020年     |
| 16   | 葉菁   | 2023年至今 |

## 外部連結
- 新北市立平溪國民中學官方網站